# Koro (Nouna)
Pour les articles homonymes, voir Koro.
Koro est un village situé dans le département et la commune rurale de Nouna de la province de la Kossi et la région de la Boucle du Mouhoun au Burkina Faso.

## Santé et éducation
Koro accueille un centre de santé et de promotion sociale (CSPS).
Le village possède une école primaire publique.